# Veneráton
Veneráton är en ort i Grekland.   Den ligger i prefekturen Nomós Irakleíou och regionen Kreta, i den sydöstra delen av landet, 300 km söder om huvudstaden Aten. Veneráton ligger 302 meter över havet och antalet invånare är 938.
Terrängen runt Veneráton är kuperad åt sydost, men åt nordväst är den bergig.Runt Veneráton är det ganska glesbefolkat, med 50 invånare per kvadratkilometer. Närmaste större samhälle är Heraklion, 17,3 km nordost om Veneráton. Trakten runt Veneráton består till största delen av jordbruksmark.